# Anita van Eijk
Anita Theodora van Eijk (sinh ngày 27 tháng 10 năm 1969) là vợ của Vương tử Pieter-Christiaan van Vollenhoven – con trai thứ ba của Margriet của Hà Lan và Giáo sư Pieter van Vollenhoven – và đồng thời cũng là một thành viên của Hoàng gia Hà Lan.

## Cuộc sống và học vấn
Anita van Eijk sinh ngày 27 tháng 10 năm 1969 tại thành phố Neuchâtel của Thụy Sĩ, là con gái của Leonardus Antonius van Eijk và J.C.M. van Eijk-Steens. Thời niên thiếu, bà sống ở Aix-en-Provence, Pháp trước khi cùng gia đình chuyển về Hà Lan. Sau một thời gian theo học tại Đại học United World của Đông Nam Á tại Singapore, bà trở về Hà Lan để lấy bằng tú tài quốc tế tại trường Rhineland Lyceum. Sau khi tốt nghiệp ngành Văn học Anh tại trường Đại học Leiden, Anita tiếp tục theo học ngành Truyền thông tại Đại học Amsterdam. Trong những năm đại học, bà đã từng tham gia thực tập cho hãng quảng cáo J. Walter Thompson ở Luân Đôn. Năm 1997, bà trở thành nhân viên của Tập đoàn Bloomberg L.P. chi nhánh Amsterdam. Sau đó, bà được chuyển công tác sang bộ phận Sales/Marketing và Sản xuất Truyền hình ở Luân Đôn. Một thời gian sau, bà chuyển sang làm việc cho bộ phận tiếp thị của công ty đấu giá Christie's.

## Hôn nhân
Sau nhiều lần gặp gỡ tại Luân Đôn, Pieter-Christiaan van Vollenhoven và Anita van Eijk đã chính thức tuyên bố đính hôn vào ngày 25 tháng 2 năm 2005. Lễ cưới dân sự của họ được tổ chức vào ngày 25 tháng 8 năm 2005 tại Cung điện Het Loo ở thành phố Apeldoorn. Lễ cưới theo nghi thức tôn giáo được cử hành 2 ngày sau đó tại Nhà thờ Thánh Jeroenskerk ở Noordwijk. Sau khi kết hôn, Anita được ban cho tước hiệu Her Highness Công nương của Orange-Nassau, van Vollenhoven-van Eijk. Tuy nhiên, do Hoàng tử Pieter-Christiaan không nhận được sự chấp thuận của Quốc hội khi kết hôn nên ông đã bị loại khỏi danh sách kế vị ngai vàng hoàng gia Hà Lan.

### Emma van Vollenhoven
Vào lúc 6 giờ chiều ngày 28 tháng 11 năm 2006, tại Bệnh viện Onze Lieve Vrouwe Gasthuis ở Amsterdam, Công nương Anita đã hạ sinh con gái đầu lòng. Em bé cân nặng 3970 gam, được đặt tên là Emma Francisca Catharina van Vollenhoven. Giống như các anh chị em họ của mình, Emma cũng được rửa tội tại Nhà nguyện thuộc Cung điện Het Loo ở Apeldoorn vào đúng ngày 25 tháng 8 năm 2007 - kỷ niệm 1 năm ngày cưới của cha mẹ cô. Cha mẹ đỡ đầu của Emma là Hoàng tử Bernhard, Caroline van der Toorn, Evert-Jan Wamsteker và Nữ Bá tước Alexandra de Witt.

### Pieter van Vollenhoven
Vào lúc 1 giờ 32 sáng ngày 19 tháng 11 năm 2008, tại Bệnh viện Medisch Centrum Haaglanden ở Den Haag, Công nương đã Anita hạ sinh đứa con thứ hai. Bé trai cân nặng 3745 gam, được đặt tên đầy đủ là Pieter Anton Maurits Erik van Vollenhoven. Lễ rửa tội của Pieter được tổ chức vào ngày 20 tháng 9 năm 2009 tại Nhà nguyện thuộc Cung điện Het Loo. Cha mẹ đỡ đầu của cậu là ông nội Pieter van Vollenhoven, Hoàng tử Maurits, Jonkvrouw Anouk van Door và Sandra Chollet.